# Эль Ихо дель Викинго
Эммануэль Роман Моралес (исп. Emmanuel Roman Morales, род. 29 апреля 1997, Пуэбла), более известный под именем Эль Ихо дель Вики́нго (исп. El Hijo del Vikingo, в переводе с исп. — «Сын Викинга»), — мексиканский лучадор (или рестлер), в настоящее время работающий в Lucha Libre AAA Worldwide, где он является бывшим и самым продолжительным в истории Мега-чемпионом AAA.

## Карьера в рестлинге

### All Elite Wrestling (2023—2024)
Викинго дебютировал в All Elite Wrestling (AEW) на шоу AEW Dynamite 22 марта 2023 года, где в главном событии проиграл Кенни Омеге.

### WWE (с 2025)
19 апреля 2025 года, во время WrestleMania 41, контракт Эль Ихо дель Викинго был приобретен WWE, которая выкупила промоушен Lucha Libre AAA Worldwide. Перед матчем Рея Феникса и Эль Гранде Американо, Викинго столкнулся с последним.

## Личная жизнь
У Моралеса есть как минимум двое детей от предыдущих отношений, один из которых был с лучадорой Аидой.

## Титулы и достижения
- The Crash Lucha Libre
  - Чемпион The Crash в тяжёлом весе (1 раз)
- Impact Wrestling
  - Кубор мира по рестлингу Impact (2019) — с Аэро Стар, Пума Кинг и Психо Клоуном
- Lucha Libre AAA Worldwide
  - Мега-чемпион AAA (1 раз)
  - Чемпион мира AAA среди трио (2 раза) — с Ларедо Кидом и Мизтезисом-младшим (1) и Золотым Магом и Мизтезисом-младшим (1)
  - Турнир «Ключ к славе» (2017) — с Эшли и Анжеликал
  - Кубок Антонио Пенья (2019)[4]
  - Луча-капитал (2019)[5]
  - Кубок Ихо дель Перро Агуайо (2021)[6]
- Pro Wrestling Illustrated
  - № 5 в топ 500 рестлеров в рейтинге PWI 500 в 2023[7]
- Sports Illustrated
  - № 7 в топ 10 рестлеров в 2022[8]
- Warrior Wrestling
  - Луча-чемпион Warrior Wrestling (1 раз)[9]
- Wrestling Observer Newsletter
  - MVP Мексики (2021—2022)
  - MVP среди не-тяжеловесов (2022—2023)
  - Лучший летающий рестлер (2022—2023)